# 冰岛蓼黑粉菌
冰岛蓼黑粉菌（学名：Ustilago koenigiae）是属于黑粉菌目黑粉菌科黑粉菌属的一种真菌，寄生在蓼属植物上。该种分布于中国、挪威、瑞典、芬兰、俄罗斯、格陵兰等地。